# جوليوس فرانسيس
جوليوس فرانسيس (بالإنجليزية: Julius Francis)‏ مواليد 8 ديسمبر 1964 في لندن، إنجلترا، المملكة المتحدة، هو ملاكم إنجليزي يصنف ضمن فئة الوزن الثقيل.

## إحصائيات
خاض خلال مسيرته 48 نزالا، فاز في 23 وتعادل في 1 وخسر في 24. فاز بالضربة القاضية في 12 نزالا.

## روابط خارجية
- جوليوس فرانسيس على موقع IMDb (الإنجليزية)
- جوليوس فرانسيس على موقع بوكس ريك (الإنجليزية) (registration required)
- جوليوس فرانسيس على موقع شيردوغ (الإنجليزية)